# グレゴリー・アルドリット
グレゴリー・アルドリット（Grégory Alldritt、1997年3月23日 - ）は、トップ14、スタッド・ロシュレに所属するラグビー選手。

## プロフィール
- フランス・トゥールーズ出身。
- ポジションはフランカー(FL)、ナンバーエイト(No8)。
- 身長 191cm、体重 115kg
- フランス代表キャップは33（2022年11月現在）でラグビーワールドカップ2019のフランス代表に選ばれた[1]。

## 略歴
オーシュを経て、2017年、ラ・ロシェルに加入。

## 受賞歴
- ワールドラグビー男子15人制ドリームチーム:2022年[3]